# Hôtel le Lasseur
L'hôtel le Lasseur, également appelé hôtel Lelasseur ou hôtel le Lasseur-Lorgeril, est un hôtel particulier de style néo-classique, bâti vers 1775 et modifié vers 1890, situé place de l'Oratoire, à l'angle de la rue Henri-IV et de la rue Georges-Clemenceau, dans le quartier Malakoff - Saint-Donatien (à la limite du centre-ville) de Nantes, en France. L'immeuble a été classé au titre des monuments historiques en 1952.

## Histoire
Vers 1775, Jean-Baptiste Ceineray, dans le cadre de l'aménagement des cours Saint-Pierre et Saint-André, construit l'hôtel le Lasseur, sur le modèle de l'hôtel d'Aux, bâti en 1772.
En 1802, Jérôme Bonaparte réside dans cet immeuble, où « fut donnée une brillante réception. ».
Vers 1890, la « rue du Lycée », actuelle rue Georges-Clemenceau, est alignée et élargie. L'hôtel le Lasseur est alors réduit dans sa longueur, perdant une tranche de sa partie sud. Il subit alors une profonde transformation. En effet, sans autre intervention qu'une amputation, l'édifice aurait été enlaidi en perdant sa symétrie, base de l’œuvre de Ceineray. L'architecte François Bougoüin choisit une solution radicale : l'entrée est déplacée sur la façade opposée, à l'est, tandis que l'avant-corps et le fronton sont démontés et reconstruits plus au nord de la façade ouest, afin de maintenir la symétrie centrale. Au centre du fronton, un balcon remplace l'ancienne porte d'entrée. À l'arrière du bâtiment, la symétrie n'est pas respectée (un plan cadastral de 1835 indique les proportions initiales de l'édifice, qui a perdu environ un sixième de sa longueur, un plan de 1889 indique la portion de rue soumise à alignement).
Le 28 mars 1952, les façades et toitures sont classées au titre des monuments historiques.

## Architecture
Depuis les années 1890, l'hôtel le Lasseur, composé d'un rez-de-chaussée et de deux étages, présente une façade (à l'est) de sept travées. L'avant-corps en compte trois ; il est encadré par des pilastres à chapiteaux composites. Les deux ailes, de deux travées chacune, sont également séparées par des pilastres. Le toit, mansardé, est couvert d'ardoise.
Le décor de l'immeuble est sobre. Les linteaux des fenêtres sont ornés de cartouches sur les deux étages supérieurs. L'avant-corps central est surmonté d'un fronton triangulaire, où un œil-de-bœuf est encadré par des cornes d'abondance.

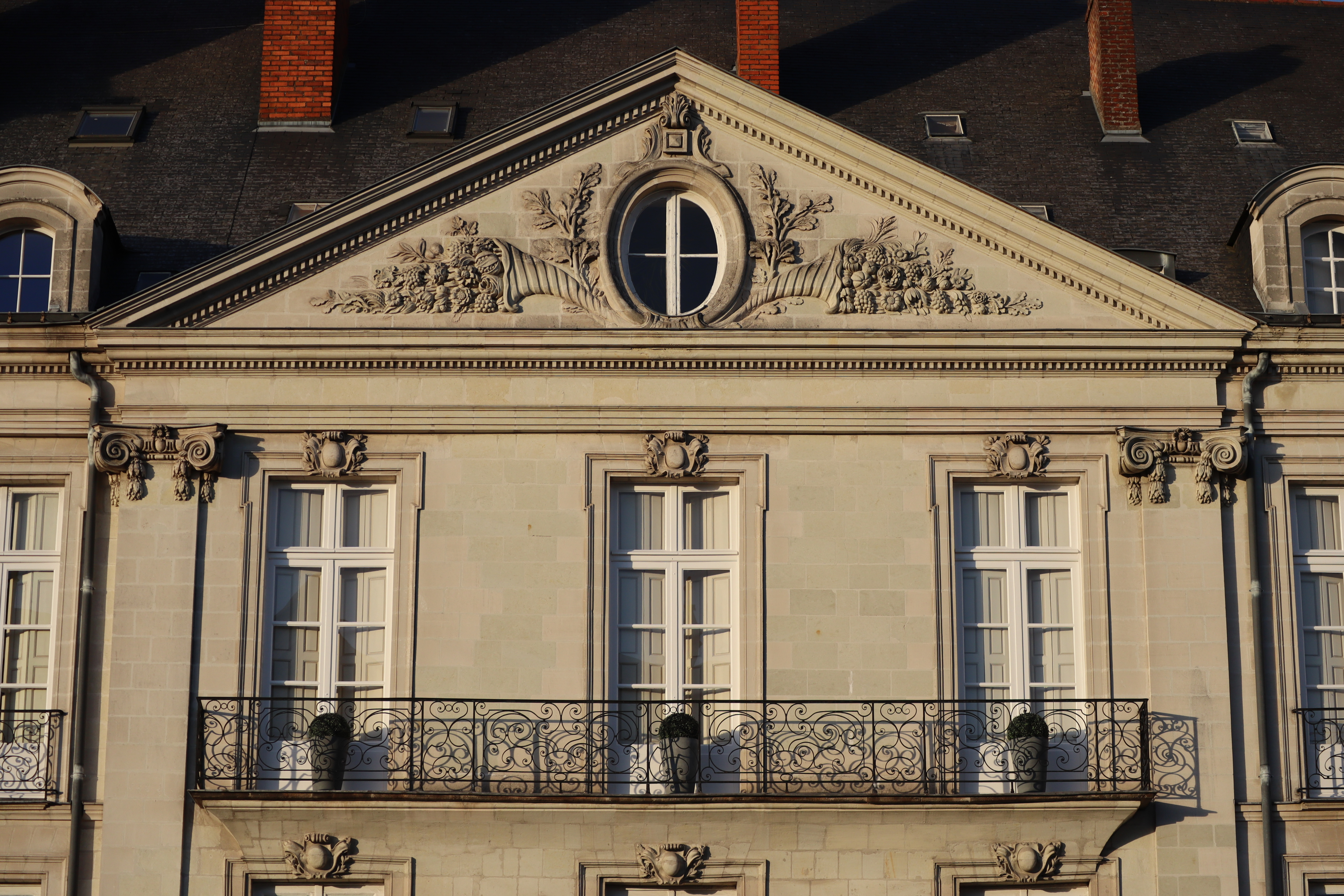